# プロンプトエンジニアリング
プロンプトエンジニアリング（英: prompt engineering）は、主に「テキストからテキスト」型言語モデルとのコミュニケーションで使用され、生成的人工知能（生成AI）モデルが解釈し、理解できるように指示文章を構造化する過程である。プロンプト・エンジニアリングは、「プロンプトから一時的に学習するモデルの能力」として定義されるコンテキスト内学習（in-context learning）によって可能となる。コンテキスト内学習の能力は、大規模言語モデル（LLM）の創発的能力である。
プロンプト（prompt）とは、人工知能（AI）が実行すべきタスクを記述した自然言語によるテキスト（文章）のことである。「テキストからテキスト」モデルのプロンプトは、「フェルマーの小定理とは何か」といったクエリ（問い合わせ）、「落ち葉についての詩を書け」といった命令、短い意見文（たとえば、「冗長すぎる」、「形式的すぎる」、「言い直せ」、「この言葉を略せ」など）、またはコンテキスト（文脈）、指示、入力データを含む長い文とすることができる。プロンプト・エンジニアリングには、クエリの言い回し、様式の指定、関連するコンテキストの提供、または「フランス語のネイティブスピーカーのように行動する」といったAIへの役割の割り当てが含まれることがある。プロンプト・エンジニアリングは、「maison→家、chat→猫、chien→」（予想される答えは「犬」）のように、モデルが学習するための少数の例を含む単一のプロンプトで構成されることもあり、これは少数ショット学習（few-shot learning）と呼ばれるアプローチである。
「テキストから画像」へ、あるいは「テキストから音声」へ変換するモデルとコミュニケーションする場合、典型的なプロンプトは、『馬に乗る宇宙飛行士の高品質な写真』や、『有機的なサンプルを使ったLo-Fiなスローテンポのエレクトロ・チル』など、希望する出力の説明である。
「テキストから画像」モデルのプロンプトは、希望する主題、様式、配置、明暗、美的感覚を実現するために、単語を追加、削除、強調、並び替えを含むことがある。

## コンテキスト内学習
プロンプト・エンジニアリング技術は、コンテキスト内学習（in-context learning）によって可能になる。コンテキスト内学習そのものが、モデル規模の創発的特性であり、すなわち下流のスケーリング法則が「破綻」し、大規模モデルは小規模モデルとは異なる速度で、その能力を増大する。
固有のタスクに応じた訓練やファインチューニングが永続的なものであるのに対し、コンテキスト内学習による学習は一時的である。一時的なコンテキストやバイアスは、（事前）訓練データセットにすでに存在するものを除き、会話から会話へと持ち越されることはない。トランスフォーマー層内における「メサ最適化（mesa-optimization）」のこの結果は、メタ学習または「学習する学習（learning to learn）」の一形態である。

## 歴史
2021年、研究者は、12個のNLPタスク（各タスクが複数のデータセットを持つことができるため、計62個のデータセットを使用）を実行するために、生成的に事前訓練された1つのモデル（T0）をファインチューニングし、新しいタスクで優れた性能を示し、単一のタスクのために（事前訓練なしで）直接訓練されたモデルを上回った。タスクを解くために、T0は構造化されたプロンプトでタスクが与えられる。たとえば、 もし {{前提}} が真なら、{{仮説}} も真か? ||| {{伴意}}.  というプロンプトは、T0 に伴意（はんい）を解かせるためのプロンプトである。
プロンプトのリポジトリによると、2022年2月時点で、約170のデータセットに対して2,000以上のプロンプトが公開されたことが報告された。
2022年、Googleの研究者によって、思考連鎖プロンプト手法（chain-of-thought prompting）が提案された。
2023年、いくつかの「テキストからテキスト」や「テキストから画像」のプロンプトを集めたデータベースが一般公開された。

## テキストからテキスト

### 思考連鎖
思考連鎖（chain-of-thought、CoT）プロンプトは、大規模言語モデル（LLM）が最終的な答えを出す前に、一連の中間ステップとして問題を解くことを可能にする技術である。思考連鎖プロンプトは、思考回路を模倣した推論ステップで、複数のステップからなる問題に答えるようにモデルを誘導することによって推論能力を向上させる。これにより大規模言語モデルは、算術や常識的推論のような、論理的思考と複数のステップを必要とする推論タスクの困難を克服することができる。
たとえば、「Q: 食堂に23個のリンゴがあった。昼食を作るために20個使い、さらに6個買ったとすると、リンゴは何個あるか？」という問いがあった場合、CoTプロンプトは、LLMに「A: 食堂にはもともと23個のリンゴがあった。昼食を作るために20個を使った。だから、23-20＝3個ある。さらに、6個のリンゴを買ったので、3+6=9個になった。答えは9個である。」と答えさせるかもしれない。
当初、提案されていたように、CoTプロンプトには、いくつかの質問と答えの組が例として含まれており、そのため、少数ショットのプロンプト手法であった。しかし、「Let's think step-by-step（段階的に考えよう）」という言葉を付け加えるだけで、CoTはゼロ・ショットのプロンプト手法になり、効果的であることが証明された。これによって、ユーザーはCoTの具体的なQ&A例を何通りも考える必要がなくなり、より良いスケーリングが可能になった。
5,400億パラメータの言語モデルであるPaLMにCoTプロンプトを適用した場合、CoTプロンプトはモデルを大きく助け、いくつかのタスクにおいてタスク固有のファインチューニングされたモデルに匹敵する性能を発揮し、GSM8K数学的推論ベンチマークにおいて当時の最先端スコアを更新した。CoT推論データセット上でモデルをファインチューニングし、この能力をさらに向上させ、より優れた解釈可能性を促すことが可能である。

### その他の手法
思考連鎖プロンプトは、数多くあるプロンプト・エンジニアリング手法のひとつにすぎない。他にもいくつかの手法が提案されている。

#### 生成的知識プロンプト
生成的知識プロンプト（generated knowledge prompting）は、まずプロンプトを完了させるために関連する事実を生成するようモデルを指示し、その後プロンプトを完了させる。モデルに対し、関連する事実を条件付けることができるため、通常、完了の質は高くなる。

#### 最小から最大へのプロンプト
最小から最大へのプロンプト（least-to-most prompting）は、まず、ある問題に対する部分問題を列挙し、その後、これらを順番に解くようにモデルに要求する。

#### 自己一貫性デコーディング
自己一貫性手法（self-consistency technique、自己無撞着手法）は、思考連鎖の経路探索を複数回行い、すべての経路の中からも多く到達した結論を選択する。思考連鎖が大きく食い違う場合は、人間に正しい思考連鎖を問い合わせることができる。

#### 複雑さに基づくプロンプト
複雑さに基づく手法（complexity-based technique）は、CoTの思考経路探索をいくつか実行し、その後、最も長い思考連鎖を持つ経路を選択し、その中から最も多く到達した結論を選択する。

#### 自己反復プロンプト
自己反復プロンプト（self-refine prompting）は、LLMに問題を解くように要求し、次にLLMにその解答を批評するように要求し、それを受け取った後、再び問題と解答と批評を考慮して問題を解くように要求する。この過程は、トークンか時間がなくなるか、またはLLMが「ストップ」トークンを出力して停止するまで繰り返される。

#### 思考の木
思考の木プロンプト（Tree-of-thought prompting）は、思考連鎖型を一般化したもので、1つ以上の「可能性のある次のステップ」を生成するようモデルに要求し、それを受け取った後、可能性のある次のステップのそれぞれについて、幅優先、ビーム、または木探索の別の方法によってモデルを実行する。

#### ソクラテス式プロンプト
ソクラテス式プロンプト（Socratic prompting）または産婆術プロンプト（Maieutic prompting）は思考連鎖型に似ている。モデルはある質問に説明付きで答えるよう求められる。次にモデルは、その説明の一部を説明するように指示される。矛盾した説明の探索木は刈り込まれるか、捨てられる。これにより、複雑な常識推論のパフォーマンスが向上する。

#### 方向性刺激プロンプト
方向性刺激プロンプト（directional-stimulus prompting）は、言語モデルを望ましい出力に導くために、たとえば望ましいキーワードのようなヒントや手がかりを与えるものである。

### 不確実性の開示プロンプト
既定では、言語モデルの出力に不確実性の推定値が含まれないことがある。モデルは、根拠となるトークン予測の尤度スコアが低くても、自信を持っているように見えるテキストを出力することがある。GPT-4のような大規模言語モデルは、トークン予測の尤度スコアを正確に調整することができるため、トークン予測の尤度スコアを取り出すことで、モデル出力の不確実性を直接推定することができる。
しかし、そのようなスコアが利用できない場合は（たとえば、制限されたAPIを介してモデルにアクセスしている場合）、不確実性を推定してモデル出力に含めることができる。簡単な方法の1つは、単語を使用して不確実性を推定するようモデルに指示することである。もう1つは、入力が条件を満たさない場合、標準化された方法での回答を拒否するようにモデルに指示することである。

### 自動プロンプト生成

#### 検索拡張生成
プロンプトには、少数の例が含まれることがしばしばある（つまり「少数ショット」）。例は、文書検索データベースから自動的に取得したり、 ベクトルデータベースを使うこともできる。クエリが与えられると文書検索が呼び出されて、最も関連性の高い文書が取得される（通常、初めにクエリと文書をベクトルに符号化し、次にクエリベクトルにユークリッドノルムで最も近いベクトルを持つ文書を見つけることによって抽出される）。次に、LLMはクエリと取得した文書の両方に基づいて出力を生成する。

#### 言語モデルを使用したプロンプトの生成
大規模言語モデル（LLM）用のプロンプトを構成するために、大規模言語モデル自体を使用することができる。自動プロンプト・エンジニアリング（automatic prompt engineer）のアルゴリズムは、1つのLLMを使用して、別の LLMのプロンプトをビームサーチする。
- LLMは2つあり、一方はターゲットLLMで、もう一方はプロンプトLLMとなる。
- プロンプトLLMはに入力と出力の組みの例が提示され、入力が与えられた場合にその指示に従ったモデルが出力を生成するような命令を生成するよう求められる。
- 生成された各命令は、ターゲットLLMにプロンプトを入力するために使用され、その後に各入力が続く。
- 出力の対数確率が計算され、合計されて、これが命令の得点となる。
- 最も得点の高い命令がプロンプトLLMに渡され、さらなる変化が生み出される。
- この過程は停止基準に達するまで繰り返され、最高得点の命令を出力する。

思考連鎖プロンプト（CoT）の例をLLM自身が生成することができる。「自動CoT」（auto-CoT）では、質問のライブラリがBERTなどのモデルによってベクトルに変換される。その質問ベクトルはクラスタ化される。各クラスタの重心に最も近い質問が選択される。LLMは、各質問に対してゼロショットCoTを行う。得られたCoT例は、データセットに追加される。新しい質問が入力されると、最も近い質問に対するCoT例が取得され、プロンプトに追加される。

## テキストから画像
2022年に、DALL-E 2、Stable Diffusion、Midjourneyのような「テキストから画像」モデルが一般公開された。これらのモデルは、テキストプロンプトを入力として受け取り、それを使用してAIアートを生成する。「テキストから画像」モデルは、通常、大規模言語モデルと同様に、文法や文構造を理解することはできず、異なるプロンプト技術を必要とする。

### プロンプトの書式
テキストから画像への変換では、プロンプトは通常、芸術の主題（例：鮮やかなオレンジ色のポピー）、希望する媒体（例：デジタルペインティングや写真など）、様式（例：ハイパーリアリスティックやポップアートなど）、照明（例：リム照明や薄明光線など）、色、質感などの説明が含まれる。
Midjourneyのドキュメントでは、短く説明的なプロンプトを推奨している。「カリフォルニアポピーがたくさん咲いている写真を見せてください、明るく鮮やかなオレンジ色にして、色鉛筆でイラスト風に描いてください」ではなく、「色鉛筆で描いた鮮やかなオレンジ色のカリフォルニアポピー」というのが効果的なプロンプトかもしれない。
「テキストから画像」へのプロンプトの出力に対し、語順が影響する。プロンプトの先頭に近い単語がより強調される。

### アーティストの作風
「テキストから画像」モデルの中には、特定のアーティストの作風を名前から模倣できるものがある。たとえば、Stable DiffusionやMidjourneyのプロンプトでは、「in the style of Greg Rutkowski」という語句が、ポーランドのデジタルアーティストGreg Rutkowskiの特徴的な作風の画像を生成する。

### ネガティブプロンプト
「テキストから画像」モデルは「否定」を文字どおりには理解しない。たとえば、「a party with no cake」（ケーキのないパーティー）というプロンプトは、ケーキを含む画像を生成する可能性がある。代替策として否定プロンプトを使用することで、結果の画像に表示されるべきでない用語を別のプロンプトで指定することができる。一般的なアプローチは、画像の否定プロンプトに、ugly, boring, bad anatomy（醜い、退屈、悪い構成）などの一般的な望ましくない用語を含めることである。

## テキスト以外のプロンプト
自然言語のテキストプロンプトを非テキスト入力で拡張したり置き換えたりする方法もある。

### テキスト反転と埋め込み
「テキストから画像」モデルでは、「テキスト反転」（textual inversion）が最適化処理を実行し、一組の用例画像に基づいて新しい単語埋め込みを作成する。この埋め込みベクトルは、例の内容や様式を表現するためにプロンプトに含めることができる「擬似単語」（pseudo-word）として機能する。

### 画像プロンプト
2023年、MetaのAI研究所は、プロンプトによって画像セグメンテーションを実行できるコンピュータビジョンモデルであるSegment Anythingをリリースした。テキストプロンプトの代替として、Segment Anythingは、境界ボックス、セグメンテーションマスク、全景点・背景点を受け付けることができる。

### 勾配降下法を用いたプロンプト探索
「プリフィックス・チューニング」（接頭辞チューニング）、または「プロンプト・チューニング」は、勾配降下法によって浮動小数点値のベクトルを直接探索し、出力の対数確率を最大化する。
形式的には、{\displaystyle \mathbf {E} =\{\mathbf {e_{1}} ,\dots ,\mathbf {e_{k}} \}} をソフトプロンプトトークン（調整可能な埋め込み）の集合とし、{\displaystyle \mathbf {X} =\{\mathbf {x_{1}} ,\dots ,\mathbf {x_{m}} \}}と {\displaystyle \mathbf {Y} =\{\mathbf {y_{1}} ,\dots ,\mathbf {y_{n}} \}} をそれぞれ入力と出力のトークン埋め込みとする。訓練中に、調整可能な埋め込み、入力トーク、出力トークンは単一の列 {\displaystyle {\text{concat}}(\mathbf {E} ;\mathbf {X} ;\mathbf {Y} )} に連結され、大規模言語モデル(LLM)に供給される。損失は {\displaystyle \mathbf {Y} }トークンに対して計算される。勾配はプロンプト固有のパラメータに逆伝播される。これは、プレフィックス・チューニングでは、各層のプロンプトトークンに関連付けられたパラメータであり、プロンプト・チューニングでは、単に語彙に追加されたソフトトークンである。
より数学的に言えば、LLMを {\displaystyle LLM(X)=F(E(X))} と書くことができ、{\displaystyle X} は言語トークンの列、{\displaystyle E} はトークンからベクトルへの関数、{\displaystyle F} はモデルの残りの部分である。プリフィックス・チューニングでは、入出力ペア {\displaystyle \{(X^{i},Y^{i})\}_{i}} の集合を与え、勾配降下法を使用して {\displaystyle \arg \max _{\tilde {Z}}\sum _{i}\log Pr[Y^{i}|{\tilde {Z}}\ast E(X^{i})]} を探索する。言い換えれば、{\displaystyle \log Pr[Y^{i}|{\tilde {Z}}\ast E(X^{i})]} は、モデルが最初に入力 {\displaystyle X^{i}} をベクトル {\displaystyle E(X^{i})} に符号化し、次にそのベクトルの先頭に「前置きベクトル」{\displaystyle {\tilde {Z}}} を付加したものに、{\displaystyle F} を適用した場合の出力 {\displaystyle Y^{i}} の対数尤度である。
先の結果は、勾配降下探索と同じ考え方を使用しているが、BERTのようなマスク化言語モデル用に設計されており、数値ベクトルではなくトークン列のみを探索する。形式的には、{\displaystyle \arg \max _{\tilde {X}}\sum _{i}\log Pr[Y^{i}|{\tilde {X}}\ast X^{i}]} を探索し、{\displaystyle {\tilde {X}}} はある長さのトークン列の範囲である。

## プロンプト・インジェクション
プロンプト・インジェクション（Prompt injection、プロンプト注入）は、人間が与えた指示に従うように訓練された機械学習モデル（LLMなど）を、悪意のあるユーザーが指示を与えることで実行される、コンピュータ・セキュリティにおける悪用の一種である。これは、MLモデルがその操作者が与えた信頼できる指示（プロンプト）に従うことを目的とする命令追従システムに意図された動作とは対照的である。

## 参考項目
- ソーシャル・エンジニアリング - 人を心理的に操作して行動を起こさせたり機密情報を手に入れたりすること
- ファインチューニング (機械学習) - 事前学習したモデルの重みを新しいデータで訓練する転移学習の一手法